# فيكتور يورغينسن
فيكتور يورغينسن (بالدنماركية: Victor Jørgensen)‏ (12 يونيو 1924 – 29 أغسطس 2001) هو ملاكم دنماركي راحل، مثّل بلاده في الألعاب الأولمبية الصيفية 1952 وحقق الميدالية البرونزية في فئة وزن الوالتر.

## روابط خارجية
فيكتور يورغينسن على موقع أوليمبيديا (الإنجليزية)